# Einsmatrix
Die Einsmatrix ist in der Mathematik eine Matrix, deren Elemente alle gleich der Zahl Eins (beziehungsweise dem Einselement des zugrunde liegenden Rings) sind. Eine Einsmatrix, die nur aus einer Zeile oder Spalte besteht, wird auch Einsvektor genannt. Jede Einsmatrix lässt sich als dyadisches Produkt von Einsvektoren darstellen. Im Matrizenring mit der Matrizenaddition und dem Hadamard-Produkt ist die Einsmatrix das neutrale Element. Wichtige Kennzahlen und Potenzen von Einsmatrizen lassen sich explizit berechnen. Die Einsmatrix und der Einsvektor dürfen nicht mit der Einheitsmatrix und dem Einheitsvektor verwechselt werden.

## Definition
Ist {\displaystyle R} ein Ring mit Einselement {\displaystyle 1}, dann ist die Einsmatrix {\displaystyle 1\!\!1_{mn}\in R^{m\times n}} definiert als
{\displaystyle 1\!\!1_{mn}={\begin{pmatrix}1&\cdots &1\\\vdots &\ddots &\vdots \\1&\cdots &1\end{pmatrix}}}.
Eine Einsmatrix bestehend aus nur einer Zeile oder Spalte wird auch Einsvektor genannt und mit {\displaystyle 1\!\!1_{n}} bezeichnet. Wird die Dimension der Einsmatrix aus dem Kontext klar und bestehen keine Verwechslungsmöglichkeiten, so werden die Indizes auch weggelassen und nur {\displaystyle 1\!\!1} geschrieben. In Anlehnung an Einheitsmatrizen, die häufig mit {\displaystyle I} bezeichnet werden, werden Einsmatrizen auch durch {\displaystyle J} notiert.

## Beispiele
Ist {\displaystyle R} der Körper der reellen Zahlen und bezeichnet {\displaystyle 1} die Zahl Eins, so sind Beispiele für Einsvektoren und -matrizen:
{\displaystyle 1\!\!1_{2}={\begin{pmatrix}1\\1\end{pmatrix}},1\!\!1_{3}={\begin{pmatrix}1\\1\\1\end{pmatrix}},1\!\!1_{22}={\begin{pmatrix}1&1\\1&1\end{pmatrix}},1\!\!1_{33}={\begin{pmatrix}1&1&1\\1&1&1\\1&1&1\end{pmatrix}},1\!\!1_{24}={\begin{pmatrix}1&1&1&1\\1&1&1&1\end{pmatrix}}}
Sei {\displaystyle R} der Nullring, dann sind auch folgende Matrizen Beispiele für Einsmatrizen:
{\displaystyle 1\!\!1_{2}={\begin{pmatrix}0\\1\end{pmatrix}},1\!\!1_{3}={\begin{pmatrix}1\\0\\0\end{pmatrix}},1\!\!1_{22}={\begin{pmatrix}1&1\\0&0\end{pmatrix}},1\!\!1_{33}={\begin{pmatrix}1&1&1\\1&0&1\\1&1&0\end{pmatrix}},1\!\!1_{24}={\begin{pmatrix}1&1&1&0\\0&1&0&1\end{pmatrix}}}
Hinweis: Im Nullring fallen die Begriffe Nullmatrix und Einsmatrix zusammen. Tatsächlich ist sogar jede Matrix über dem Nullring eine Einsmatrix (und eine Nullmatrix).

## Eigenschaften

### Algebraische Eigenschaften
Eine Einsmatrix lässt sich auch als dyadisches Produkt von Einsvektoren darstellen:
{\displaystyle 1\!\!1_{mn}=1\!\!1_{m}\otimes 1\!\!1_{n}=1\!\!1_{m}\cdot (1\!\!1_{n})^{T}}.
Die Transponierte einer Einsmatrix ist wieder eine Einsmatrix, also
{\displaystyle (1\!\!1_{mn})^{T}=1\!\!1_{nm}}.
Die Einsmatrix {\displaystyle 1\!\!1_{mn}} ist zudem das neutrale Element in dem Matrizenring {\displaystyle (R^{m\times n},+,\circ )}, wobei {\displaystyle A+B} die Matrizenaddition und {\displaystyle A\circ B} das Hadamard-Produkt sind. Damit gilt für alle Matrizen {\displaystyle A\in R^{m\times n}}
{\displaystyle A\circ 1\!\!1_{mn}=1\!\!1_{mn}\circ A=A}.

### Rang, Determinante, Spur
Ist nun {\displaystyle R} ein Körper, dann gilt für den Rang einer Einsmatrix
{\displaystyle \operatorname {rang} (1\!\!1_{mn})=1}.
Die Determinante einer quadratischen Einsmatrix ist dann
{\displaystyle \det(1\!\!1_{nn})={\begin{cases}0&{\text{falls}}~n>1,\\1&{\text{falls}}~n=1.\end{cases}}}
Die Spur einer quadratischen Einsmatrix über den reellen oder komplexen Zahlen ist
{\displaystyle \operatorname {spur} (1\!\!1_{nn})=n}.

### Eigenwerte
Das charakteristische Polynom einer reellen oder komplexen Einsmatrix {\displaystyle 1_{nn}} ergibt sich als
{\displaystyle \chi (\lambda )=\lambda ^{n-1}(\lambda -n)}.
Die Eigenwerte sind entsprechend
{\displaystyle \lambda _{1}=n}   und   {\displaystyle \lambda _{2}=\ldots =\lambda _{n}=0}.
Zugehörige Eigenvektoren sind
{\displaystyle (1,\ldots ,1)^{T}}   und   {\displaystyle (1,-1,0,\ldots ,0)^{T},\ldots ,(0,\ldots ,0,1,-1)^{T}}.

### Produkte
Für das Produkt zweier reeller oder komplexer Einsmatrizen passender Größe gilt
{\displaystyle 1\!\!1_{mn}\cdot 1\!\!1_{no}=n\cdot 1\!\!1_{mo}}.
Damit berechnet sich die {\displaystyle k}-te Potenz einer quadratischen Einsmatrix für {\displaystyle k\geq 1} als
{\displaystyle (1\!\!1_{nn})^{k}=n^{k-1}1\!\!1_{nn}}.
Daher ist die Matrix {\displaystyle {\tfrac {1}{n}}1\!\!1_{nn}} idempotent, das heißt
{\displaystyle {\tfrac {1}{n}}1\!\!1_{nn}\cdot {\tfrac {1}{n}}1\!\!1_{nn}={\tfrac {1}{n}}1\!\!1_{nn}}.
Für das Matrixexponential der Einsmatrix gilt
{\displaystyle \exp(1\!\!1_{nn})=\sum _{k=0}^{\infty }{\frac {(1\!\!1_{nn})^{k}}{k!}}=I_{n}+\sum _{k=1}^{\infty }{\frac {n^{k-1}}{k!}}\cdot 1\!\!1_{nn}=I_{n}+{\frac {e^{n}-1}{n}}\cdot 1\!\!1_{nn}},
wobei {\displaystyle I_{n}} die Einheitsmatrix der Größe {\displaystyle n} und {\displaystyle e} die Eulersche Zahl sind.

## Programmierung
In dem numerischen Softwarepaket MATLAB wird die Einsmatrix durch die Funktion ones(m,n) erzeugt.